# Olbernhau
Olbernhau är en stad (Kleinstadt) i Landkreis Erzgebirgskreis i förbundslandet Sachsen i Tyskland. Staden har cirka 10 300 invånare.